# Абесадзе Нія Георгіївна
Нія Георгіївна Абесадзе (9 вересня 1929, Тбілісі — 24 січня 1992, там же) — грузинська і радянська поетеса, перекладач, літературознавець.

## Біографія
У 1953 році закінчила Тбіліський державний університет. З 1963 — кандидат філологічних наук.
Автор збірок віршів «Завжди сходить сонце» (1975), «Тиша на вершині» (1985).
Для поезії Н. Абесадзе характерні інтимні мотиви, значне місце посідає пейзажна лірика.
Цикл віршів присвятила Україні. Займалася перекладами української поезії. Переклала кілька пісень з книги «Сад божественных пЂсней» Григорія Сковороди, ряд віршів Лесі Українки, Павла Тичини, Миколи Бажана, Андрія Малишка та інших.
Автор багатьох статей про українську літературу.
Тривалий час була постійним секретарем клубу «Україна», мета діяльності якого полягала у вивченні й популяризації української літератури, перекладацькій діяльності й підготовці фахівців. Високий рівень її перекладів було відзначено на Всесоюзній нараді перекладачів української літератури в Києві 1982 року.